# Trichosiphonaphis lonicerae
Trichosiphonaphis lonicerae är en insektsart. Trichosiphonaphis lonicerae ingår i släktet Trichosiphonaphis och familjen långrörsbladlöss. Inga underarter finns listade i Catalogue of Life.